# 1545 en musique classique
| \| • Retour à la chronologie générale de la musique classique • \| |
| Grèce • Rome • Haut Moyen Âge • VIIIe siècle • IXe siècle • Xe siècle • XIe siècle XIIe siècle • XIIIe siècle • XIVe siècle • XVe siècle • XVIe siècle • XVIIe siècle XVIIIe siècle • XIXe siècle • XXe siècle • XXIe siècle |
| • Retour à la chronologie générale de la musique classique • |

| Années en musique classique : 1542 - 1543 - 1544 - 1545 - 1546 - 1547 - 1548    |
| Décennies en musique classique : 1510 - 1520 - 1530 - 1540 - 1550 - 1560 - 1570 |

## Événements
- Le sévillan Cristobal de Morales, de retour de Rome (1535-1545), est maître de chapelle à Tolède puis à Malaga (fin en 1553).

## Naissances
- Ludovico Balbi, compositeur italien de madrigaux et maître de chapelle († 15 décembre 1604).
- Anthony Holborne, joueur de cistre et compositeur anglais († 29 novembre 1602).

Vers 1545 :
- Pierre Chabanceau de La Barre, organiste français († 1600).
- Luzzasco Luzzaschi, compositeur italien († 1607).
- Pierre Phalèse le Jeune, imprimeur et éditeur de musique flamand († 13 mars 1629).
- Jan-Jacob van Turnhout, compositeur franco-flamand († après 1618).

## Décès

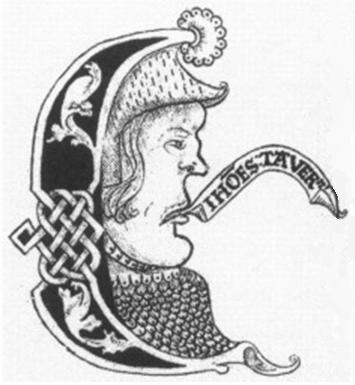
John Taverner

- 18 octobre : John Taverner, compositeur anglais (° 1490).

Date indéterminée :
- Pietro Aaron, religieux italien et théoricien de la musique.
- Costanzo Festa, compositeur italien (° entre 1485 et 1490).
- Giovanni Lanfranco, organiste italien (° vers 1490).